# Iodama
Iodama (altgriechisch Ἰοδάμα Iodáma), Tochter des Itonos, ist eine Gestalt der griechischen Mythologie.
Ursprünglich war Iodama eine in Koroneia verehrte lokale Göttin, die von Athena verdrängt wurde. Nach der böotischen Legende war sie Priesterin im Tempel der Athena Itonia. Als sie eines Nachts in den heiligen Bezirk ging, erschien ihr Athena mit dem Medusenhaupt in Händen, woraufhin die Priesterin zu Stein wurde. Seitdem hatte sie in einem Tempel bei Koroneia einen Altar. Dort brannte stets eine Flamme, und ein Weib rezitierte dreimal am Tag, dass „Iodama lebe und Feuer erbitte“.
Darauf, dass Iodama ursprünglich eine Ortsgöttin war, deutet auch die Angabe des im 3. Jahrhundert v. Chr. lebenden griechischen Historikers Lykos von Rhegion hin, sie sei von Zeus Mutter der Thebe geworden, nach deren Gatte Ogygos Theben Ogygia genannt worden sein soll. In dieser Sagenversion wurde Iodama zur Schwester Athenas gemacht, mit der sie bei Waffenübungen aus Eifersucht in Streit geriet, woraufhin die Schwester Iodama tötete.